# Luchy
Luchy település Franciaországban, Oise megyében. Lakosainak száma 670 fő (2022. január 1.). Luchy Auchy-la-Montagne, Blicourt, Francastel, Juvignies, Lachaussée-du-Bois-d’Écu, Maulers, Muidorge és Rotangy községekkel határos.

## Népesség
A település népességének változása:
| Lakosok száma | 614  | 630  | 651  | 642  | 648  | 662  | 663  | 659  | 670  |
|               | 2013 | 2015 | 2016 | 2017 | 2018 | 2019 | 2020 | 2021 | 2022 |